# Галата
Галата или Пера (Пера ин Сика) је једна од четврти старог Цариграда (данас Истанбул). Смештена је на северној обали Златног рога, који је преграђиван тешким ланцима који су повезивали Перу са самим Цариградом. У доба Палеолога Галата је била ђеновљанска четврт, опасана бедемима са чувеном Христовом кулом на врху утврде. Данас се, у модерном Истанбулу, ова четврт зове Каракој.

## Имена

### Пера
Пера је стари грчки назив за ову четврт и заправо је скраћени облик целог имена Peran en Sykais што би буквално значило Поље смокви на другој страни.

### Галата
Порекло имена није најјасније и има више тумачења од чега назив води порекло.
- - што на грчком значи млеко
- - што на италијанском значи степенице
- Галат - што означава Гале, келтски народ, који је харао Грчком и прешао у Малу Азију 278. п. н. е. У Малој Азији су се настанили у подручју званом Галатија (област централне Анадолије).

## Прошлост
Галата је још почетком V века била цариградско предграђе, а у доба Теодосија II у њој је подигнута утврда од када се и почиње јављати назив Галата, уз дотадашњи Пера који је ишчезао тек са доласком Турака.
Област је добила на значају изградњом куле која се ланцима везивала за Цариград и тиме онемогућавала приступ бродовима у Златни рог. Развојем трговине између Византије и западне Европе Пера је постала центар западних трговачких колонија, претежно млетачких, а у њој су почели да бораве и западни најамници.
Галата се као млетачка колонија ставила на страну крсташа током Четвртог крсташког похода током кога је страдала кула Галата, а са Златног рога су склоњени тешки ланци. Уклањање ланаца омогућило је крсташким бродовима приступ Златном рогу што је касније довело до пада Цариграда 1204. године када су крсташи са морске стране продрли у Влахерну након чега су освојили град и скроз га опустошили.
Након ослобођења Цариграда 1261. године византијски цар Михајло VIII Палеолог је протерао Млечане из Пере. У знак захвалности за помоћ коју су пружили током ослобођења Михајло је Перу предао Ђеновљанима 1273. године. Ђеновљани су поново подигли кулу Галату назвавши је Христов торањ, а Пера је од тад постала њихова трговачка колонија.
Током опсаде Цариграда 1453. године Галата је, као територија ђеновљанске републике, званично била неутрална, али су између града и Галате били развучени тешки ланци који су онемогућили приступ бродовима у Златни рог. Војној посади града прикључио се и одред Ђеновљана чији је командант Ђустинијани постављен за заповедника одбране. Након пада града и погибије последњег византијског цара Константина Драгаша, Турци истог дана у уторак 29. маја освојили и Галату, а неколико дана касније умро је и Ђустинијани од ране коју је задобио у борби.